# Chociszewo (województwo lubuskie)
Chociszewo (niem. Kutschkau) – wieś w Polsce położona w województwie lubuskim, w powiecie międzyrzeckim, w gminie Trzciel.

## Historia
Miejscowość pierwotnie związana była z Wielkopolską. Ma metrykę średniowieczną i istnieje co najmniej od XIV wieku. Wymieniona pierwszy raz w dokumencie zapisanym po łacinie z 1393 jako „Choczeschowo”, 1397 „Koczeschaw, Goczechaw”, 1403 „Choczeszewo”, 1427 „Koczesewo”, 1435 „Koczkow”, 1494 „Chaczeszewo”, 1508 „Choczyeschewo”, 1510 „Chosczyeschewo”, 1528 „Chociszewo”, 1563 „Choczyeszewicze”, 1944 „Kutschkau” .
Miejscowość była własnością króla Polski, przejściowo szlachecka, od 1393 dzięki darowiźnie stała się własnością klasztoru cystersów w Paradyżu. Pierwsza wzmianka o Chociszewie pochodzi z 1393 roku w dokumencie nadania wsi przez króla polskiego Władysława Jagiełłę rycerzowi Grzymkowi Karpickiemu. Tego samego roku Grzymko Karpicki oddaje miejscowość cystersom paradyskim, a w zamian odbiera od nich Karpicko i Tłoki, trzymane w zastawie za 300 grzywien. Od 1420 wieś była siedzibą własnej parafii. W 1508 leżała w powiecie poznańskim Korony Królestwa Polskiego, a w 1510 w powiecie kościańskim .
W 1528 koło Chociszewa przebiegała nieustalona granica polsko-śląska. Strona śląska okazała na łąkach narożnik Chociszewo i Brójec w Polsce oraz Szczańca i Myszęcina w ziemi świebodzińskiej i w ks. głogowskim, a strona polska tenże narożnik ukazała na wzgórzu Góra leżącym 3,5 km na południe od Brójec .
Wieś wspominały historyczne dokumenty prawne, własnościowe i podatkowe. W 1510 w Chociszewie było 21 łanów, dwa sołectwa po dwa łany, karczma. W 1530 odnotowano pobór z 11 łanów, i od sołtysa jeden łan. W 1563 pobór z 21 łanów, 4 łanów sołtysich, 4 należących do komorników, 4 rzemieślników oraz karczmarza palącego gorzałkę. W 1564 odnotowano we wsi 12 łanów. W 1577 jako płatnik poboru we wsi wymieniono opata paradyskiego. W 1580 płacił on pobór od 25 łanów, 15 zagrodników, 4 komorników i 3 rzemieślników .
Wieś duchowna, własność opata cystersów w Paradyżu pod koniec XVI wieku leżała w powiecie poznańskim województwa poznańskiego w Rzeczypospolitej Obojga Narodów. W latach 1975–1998 miejscowość administracyjnie należała do województwa gorzowskiego.

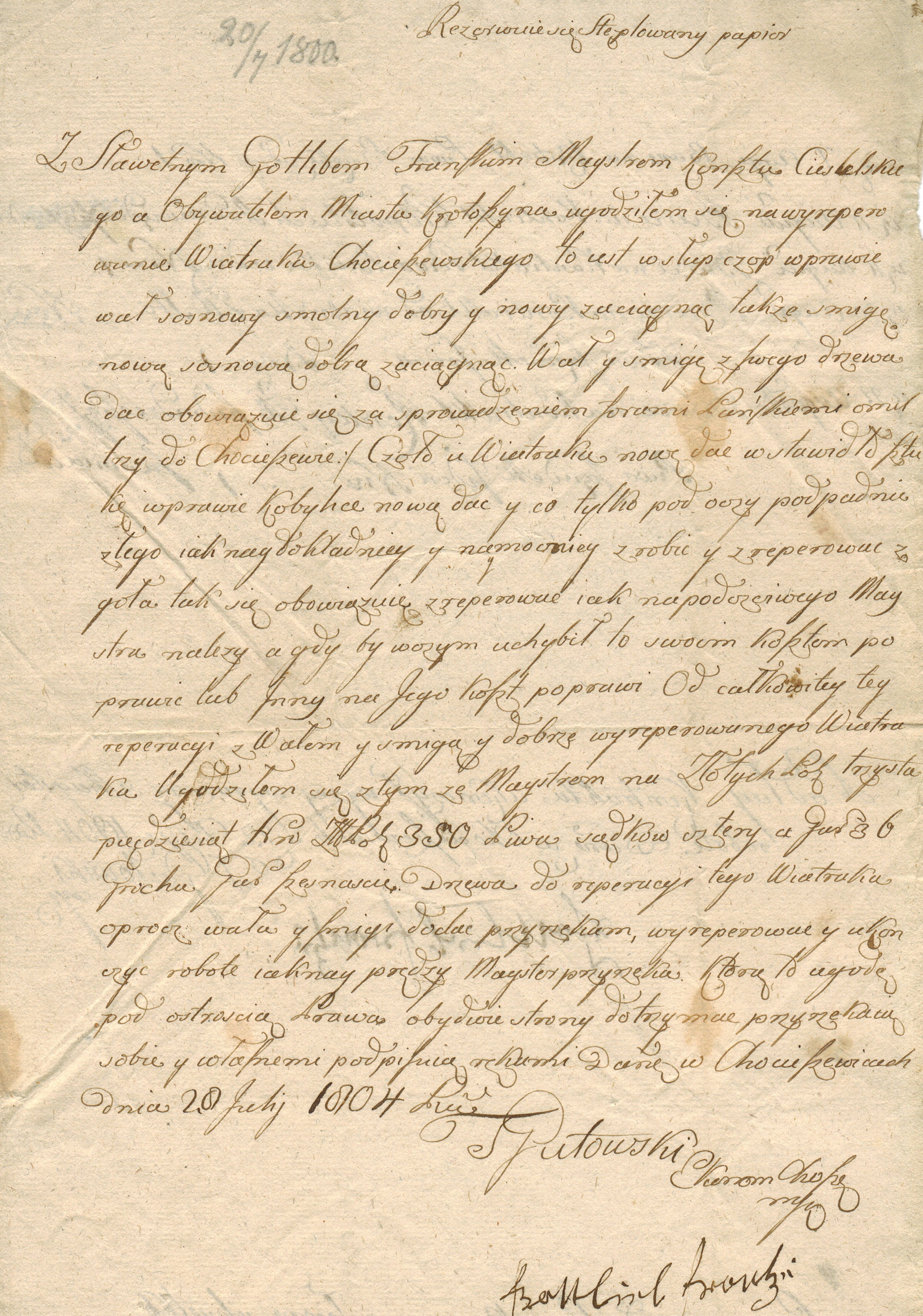
Umowa o wykonanie naprawy wiatraka w Chociszewie 1804 r. (miejsce przechowywania: Archiwum Państwowe w Poznaniu).

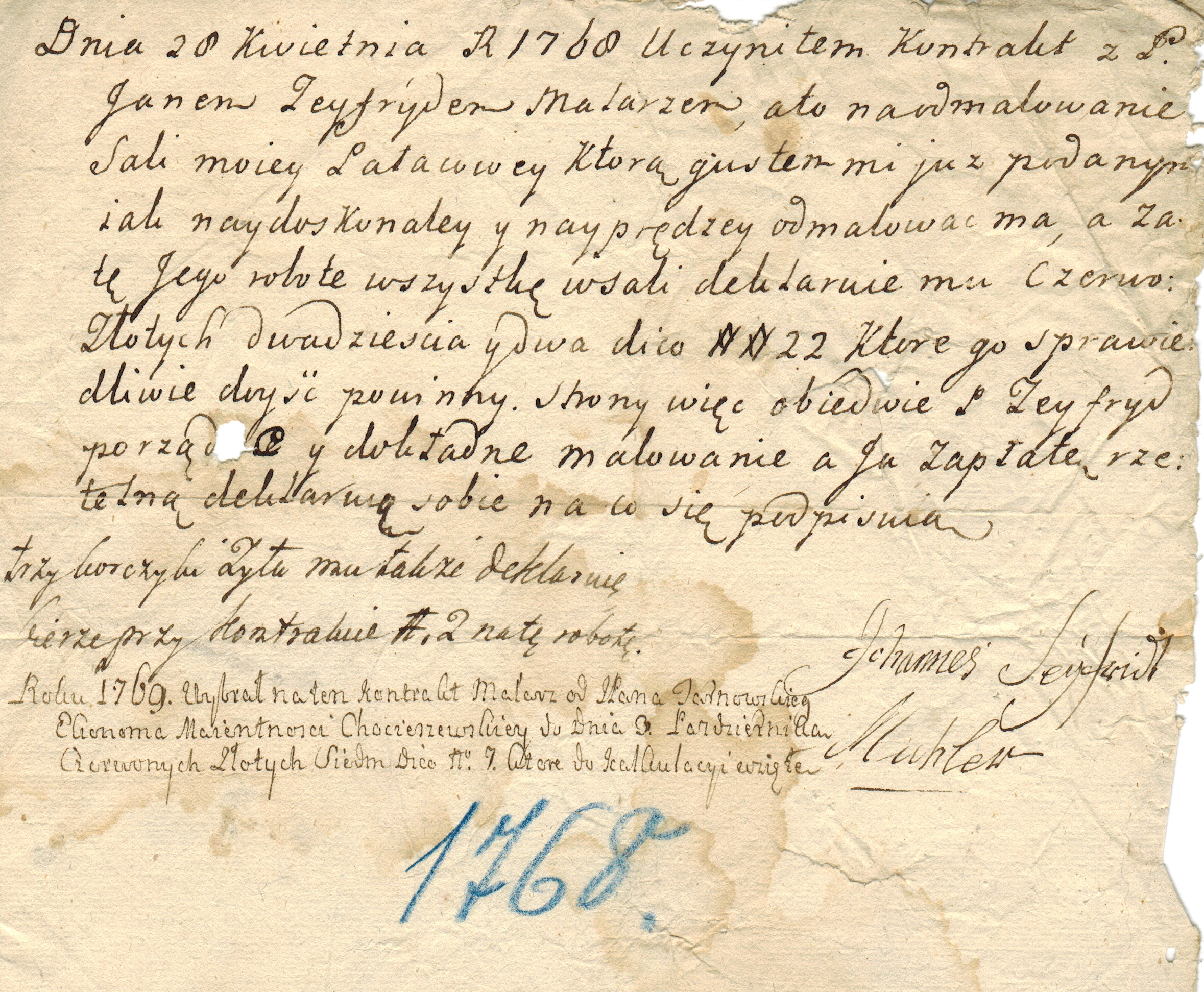
Umowa o odmalowanie sal we dworze w Chociszewie 1768 r. (miejsce przechowywania: Archiwum Państwowe w Poznaniu).

Kościół zbudowany został z kamienia, prawdopodobne w XIV wieku, sto lat później dostawiono wieżę. W następnych stuleciach następowały przebudowy, które w pewnym stopniu zatarły jego pierwotne cechy stylowe. W 1930 roku dobudowano kruchtę. W kościele nadal zachowało się rokokowe wyposażenie wnętrza. Świątynię otacza kamienny mur, który został wybudowany prawdopodobnie w XIX wieku. Razem z murem wzniesiono także kaplicę grobową. Na placu kościelnym znajdował się cmentarz, który ostatecznie został przeniesiony w inne miejsce.
W wyniku II rozbioru Rzeczypospolitej w 1793, miejscowość przeszła w posiadanie Prus i jak cała Wielkopolska znalazła się w zaborze pruskim. Po sekularyzacji zakonu Chociszewo przeszło na własność państwa pruskiego. W 1884 roku właścicielem był porucznik Karl Fuss z majątkiem liczącym wtedy blisko 735 ha.

## Zabytki
Do wojewódzkiego rejestru zabytków wpisane są:
- kościół parafialny pod wezwaniem św. Narodzenia św. Jana Chrzciciela[8], późnogotycki z połowy XIV wieku/XV wieku, przebudowany w XX wieku, zbudowany z kamienia i cegły, z rokokowym wyposażeniem, na wieży najstarszy na ziemi międzyrzeckiej dzwon z roku 1500
- magazyn zbożowy – kamienny spichlerz, z około 1800 roku

inne zabytki:
- zespół dworski, obejmujący:
  - pałac z 1896 roku
  - ozdobny ogród złożony w początkach XIX wieku
  - zabudowania folwarczne.